# Asparagus cochinchinensis
Asparagus cochinchinensis är en sparrisväxtart som först beskrevs av João de Loureiro, och fick sitt nu gällande namn av Elmer Drew Merrill. Asparagus cochinchinensis ingår i släktet sparrisar, och familjen sparrisväxter. Inga underarter finns listade i Catalogue of Life.

## Bildgalleri

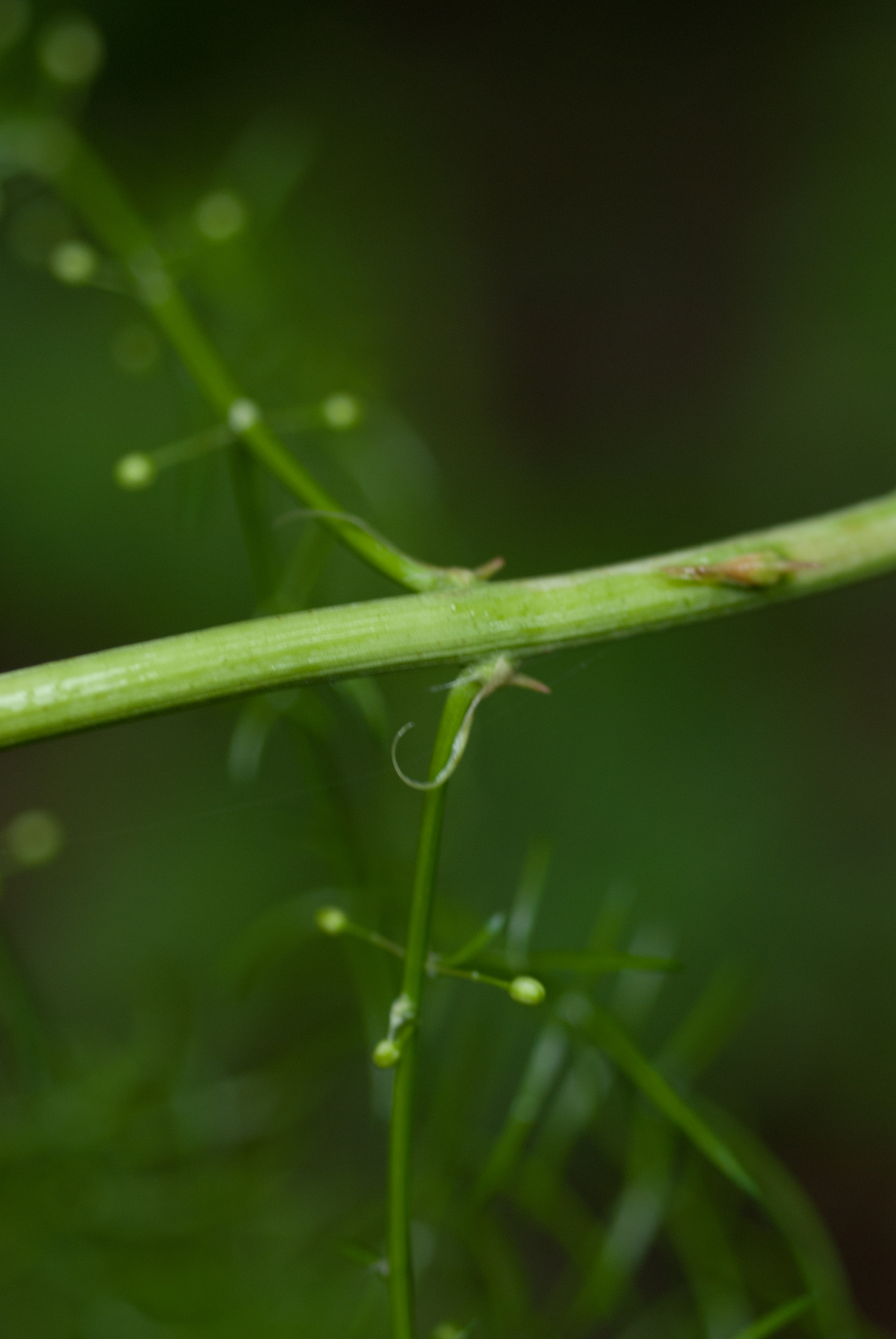
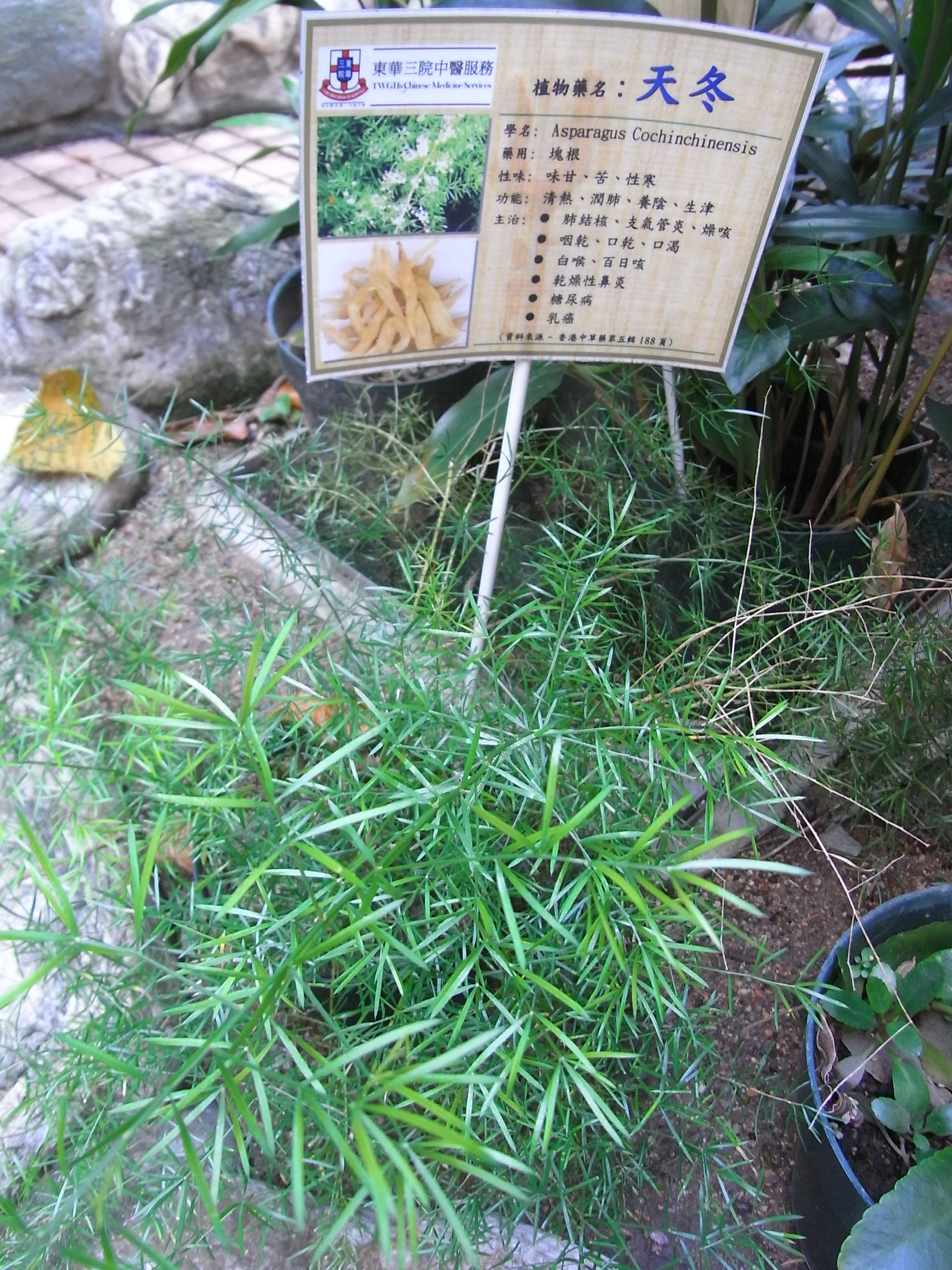